# إيفان إندارا
إيفان إندارا مواليد 4 مارس 1988 في الإكوادور، هو لاعب كرة مضرب إكوادوري بدأ مسيرته كمحترف سنة 2006 يلعب باليد اليمنى ويحتل حالياً المرتبة رقم. 505 (27 أبريل 2015) في تصنيف رابطة محترفي كرة المضرب. أعلى تصنيف له في الفردي كان المركز الـ 373 في سنة 2010. أعلى تصنيف له في الزوجي كان المركز الـ 387 في سنة 2009.

## روابط خارجية
- إيفان إندارا على موقع رابطة محترفي التنس (الإنجليزية)
- إيفان إندارا على موقع الاتحاد الدولي لكرة المضرب (الإنجليزية)
- إيفان إندارا على موقع كأس ديفيز (الإنجليزية)
- إيفان إندارا على موقع خلاصة التنس.كوم (الإنجليزية)